# Округ Ан Арандел (Мериленд)
Ан Арандел (енгл. Anne Arundel County) је округ у америчкој савезној држави Мериленд.

## Демографија
По попису из 2010. године број становника је 537.656, што је 48 (9,8%) становника више него 2000. године.
| Група             | 2000.           | 2010.           |
| Белци             | 390.519 (79,8%) | 389.386 (72,4%) |
| Афроамериканци    | 66.428 (13,6%)  | 83.484 (15,5%)  |
| Азијати           | 11.225 (2,3%)   | 18.352 (3,4%)   |
| Хиспаноамериканци | 12.902 (2,6%)   | 32.902 (6,1%)   |
| Укупно            | 489.656         | 537.656         |